# سینه‌پهلوی اکتسابی از جامعه
پنومونی اکتسابی از جامعه (CAP) به سینه‌پهلو (هر یک از چندین گونه بیماری ریوی) اشاره دارد که توسط فردی خارج از سیستم مراقبت‌های بهداشتی منتقل می‌شود. در مقابل، پنومونی بیمارستانی (HAP) در بیمارانی مشاهده می‌شود که به تازگی از بیمارستان ترخیص شده‌اند یا در مراکز مراقبت درمانی بستری بودند. این نوع عفونت شایع است و افراد در هر سنی را تحت تأثیر قرار می‌دهد و علائم آن در نتیجه پر شدن مایع در نواحی جذب کننده اکسیژن در ریه (آلوئول‌ها) ایجاد می‌شود. این مسئله ریه‌ها را درگیرکرده و باعث تنگی نفس، تب، درد قفسه سینه و سرفه می‌شود.
پنومونی اکتسابی از جامعه شایع‌ترین نوع ذات الریه و عامل اصلی بیماری و مرگ در سراسر جهان است علل آن شامل باکتری، ویروس، قارچ و انگل می‌باشد.